# حمام کلور (۱)
حمام کلور (۱) مربوط به سدهٔ ۱۰ تا ۱۳ ه.ق است و در شهرستان خلخال، بخش شاهرود، دهستان شاهرود، روستای کلور واقع شده و این اثر در تاریخ ۱۲ دی ۱۳۸۶ با شمارهٔ ثبت ۲۰۴۰۱ به‌عنوان یکی از آثار ملی ایران به ثبت رسیده است.